# Палаццо Ронданіні
Палаццо Рондініні, або Ронданіні (італ. Palazzo Rondinini, Palazzo Rondanini) — палац XVII століття в Римі.

## Історія та опис
Палац збудував маркіз Джузеппе Рондініні, колекціонер мистецтва, який походив із Фаенци, на основі проєкту архітекторів Ґабріеле Вальвассорі, архітектора з родини Доріа Памфілі, який побудував більшу частину зовнішньої конструкції, і Алессандро Дорі, який відповідав за фасад на Віа дель Корсо, внутрішній двір та інтер'єри, щоб гідно розмістити його величезну колекцію. Палац виник із продовження існуючої будівлі, яка вже належала Кавалеру д'Арпіно. Вхід виділено подвійним балконним порталом з колонами.
Роботи тривали чотири роки і були завершені в 1764 році з перенесенням колекції маркіза в будівлю. Ця колекція включала картини, скульптури, римські написи, колони та стародавній мармур, включаючи голову Медузи («Медуза Ронданіні»), яка зараз зберігається в Гліптотеці в Мюнхені. Серед різноманітних робіт, розміщених у палаці, була також «П'єта» Мікеланджело, придбана в 1744 році і зараз зберігається в замку Сфорца в Мілані. На головному поверсі розташовані розписані фресками кімнати, танцювальний зал і галерея. Гете під час свого перебування в Римі відвідав палац і його колекцію.
Граф Сансеверіно Вімеркаті (італ. Sanseverino Vimercati), який придбав будівлю в 1904 році, розпорядився переобладнати різні кімнати в західному крилі в стилі неорококо.
З 1990 року на першому поверсі розташований шаховий клуб.

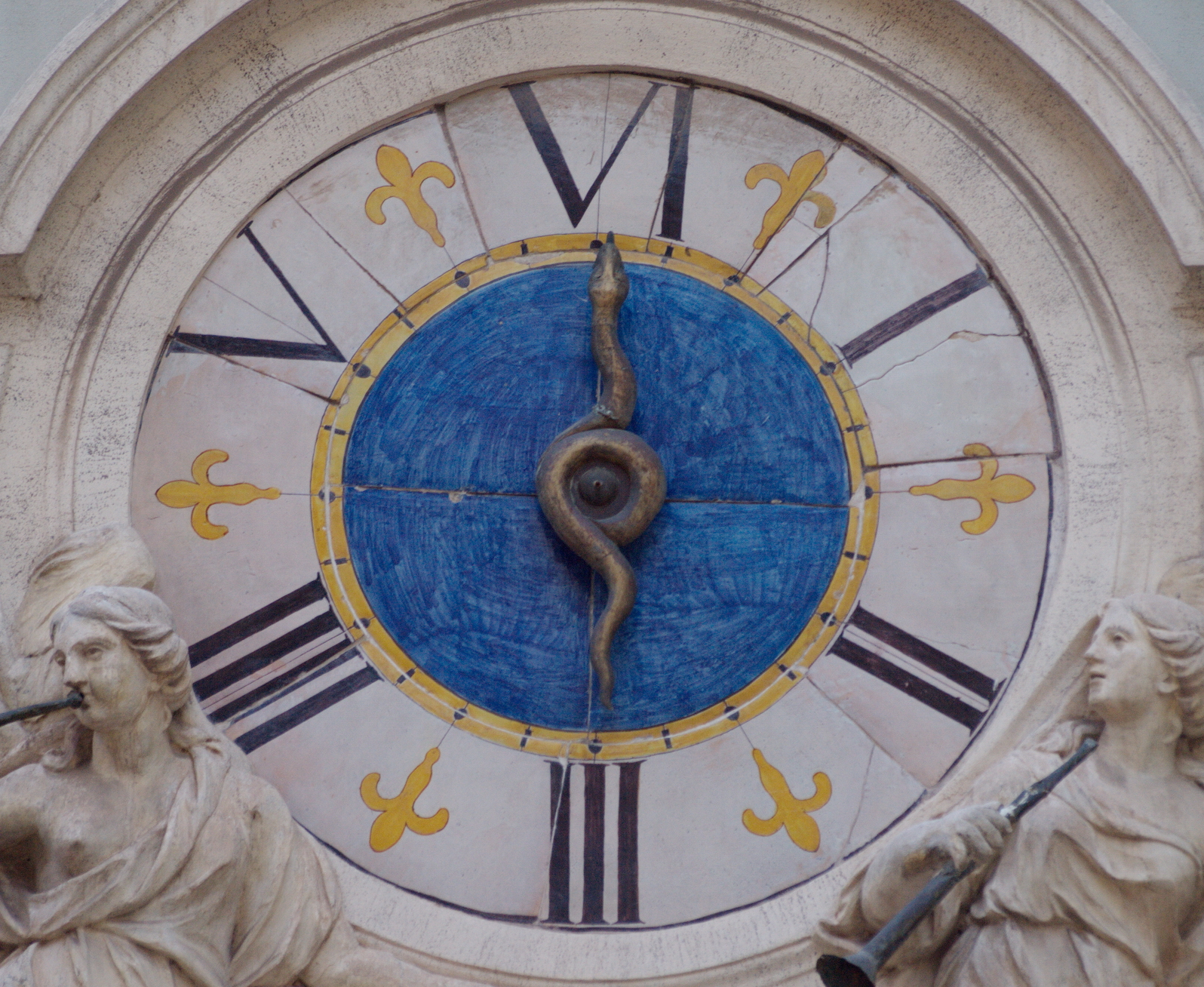
Годинник на фасаді
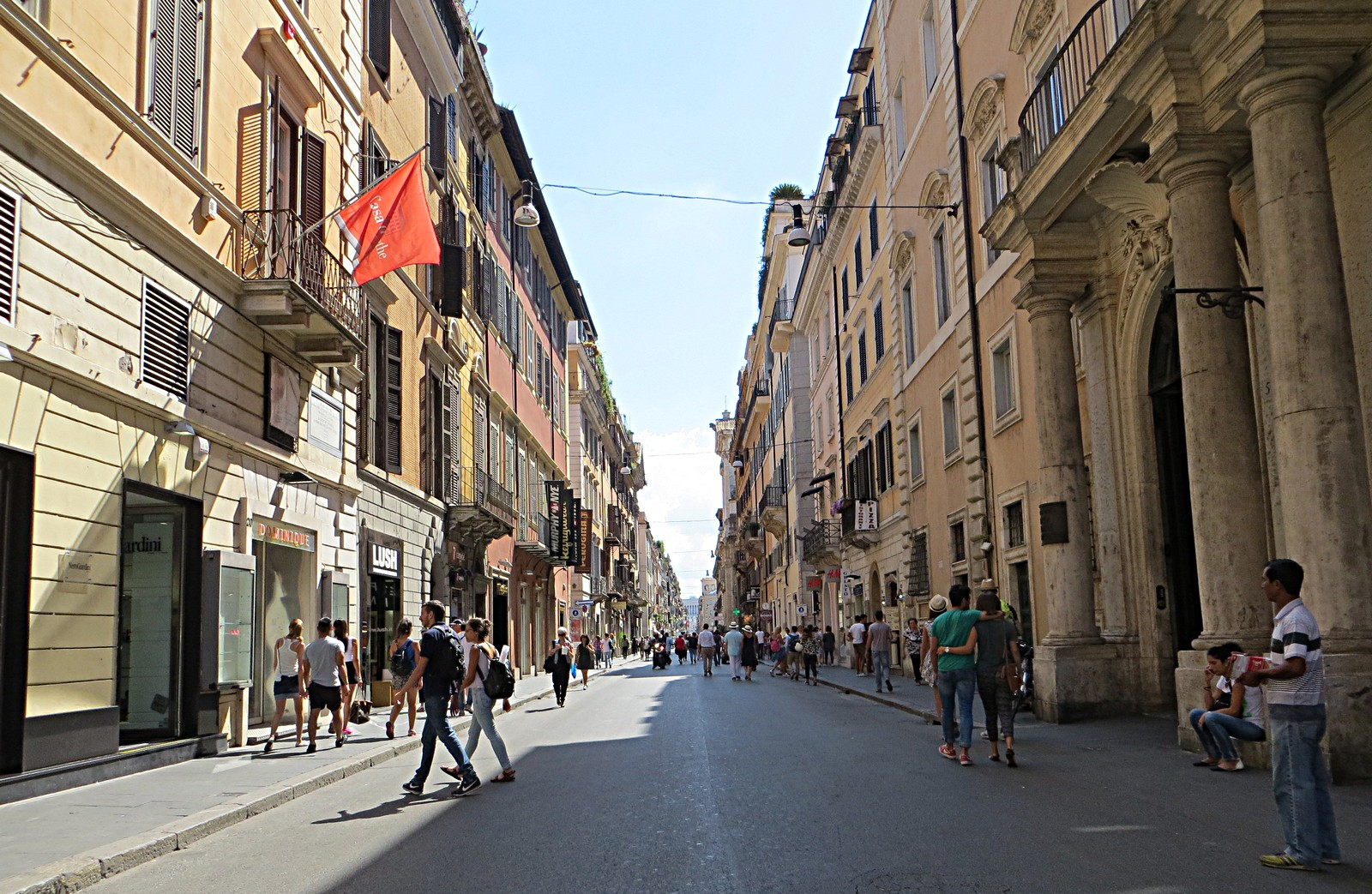
Віа дель Корсо
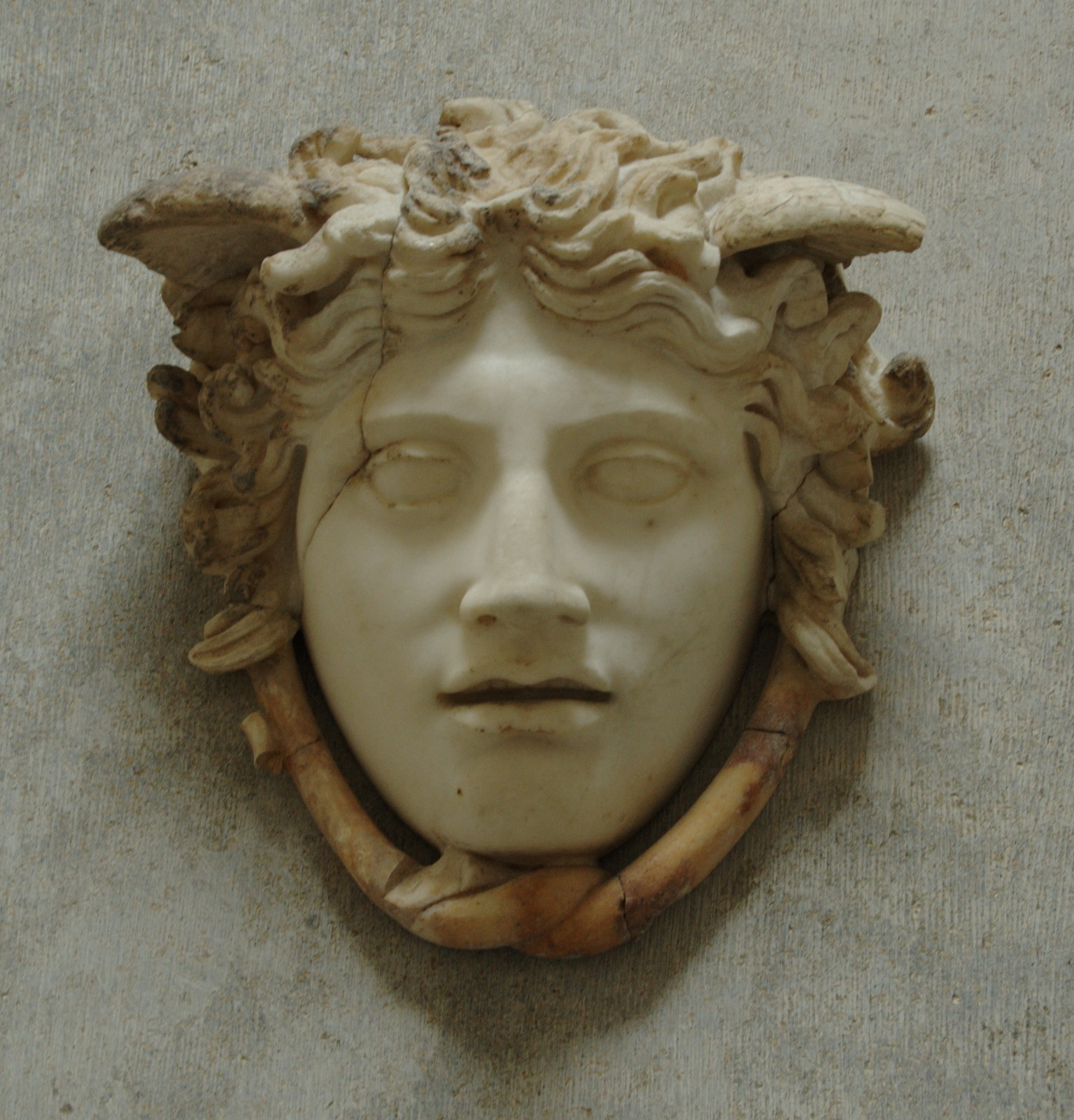
«Медуза Ронданіні»
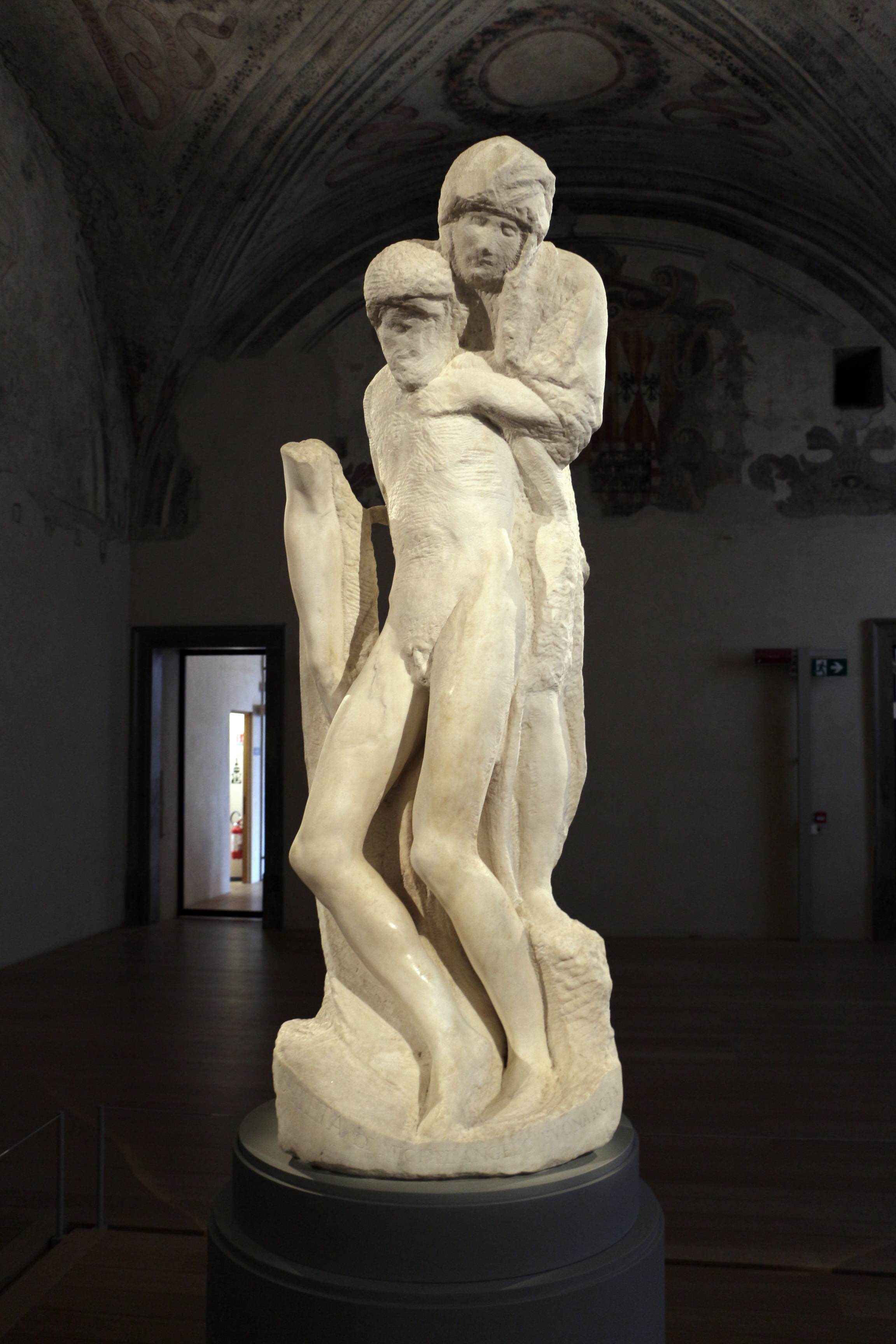
«П'єта» Мікеланджело